# Antonín Kalina (1870–1922)

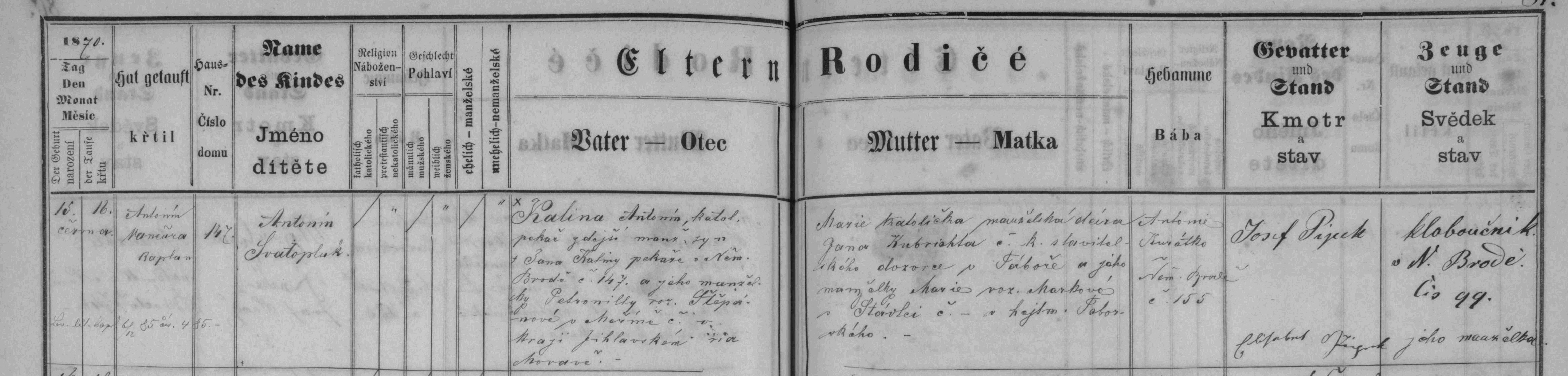
matrika narozených města Německý (Havlíčkův) Brod – záznam o narození Antonína Kaliny

Antonín Kalina (15. června 1870 Havlíčkův Brod – 17. prosince 1922 Praha-Podolí) byl český a československý politik a diplomat.

## Biografie

### Mládí a politická činnost před rokem 1918
Narodil se 15. června 1870 v Německém Brodě v rodině purkmistra a pekaře. Po absolvování místního gymnázia studoval Právnickou fakultu Univerzity Karlovy. Jako student byl členem studentských spolků Havlíček a Sázavan a podílel se na aktivitách na podporu české menšiny na Štocku. Po státnicích se stal roku 1894 okresním tajemníkem v Blatné. Zde se zapojil do veřejného života. Profiloval se jako pokrokář a antiklerikál. Měl proto spory s okresním hejtmanem a duchovními. Roku 1897 byl zvolen starostou sokolské jednoty v Blatné a zasedal v celozemském výboru České obce sokolské.
Politicky aktivní byl již za Rakouska-Uherska. Patřil do pokrokového hnutí a koncem 19. století se podílel na vzniku České radikálně pokrokové strany. Náležel mezi její hlavní představitele.
Od roku 1901 byl poslancem Českého zemského sněmu. V zemských volbách roku 1901 kandidoval jako společný český kandidát v národnostně smíšeném obvodě Kašperské Hory, Vimperk a dosáhl značného volebního zisku, ovšem mandát nezískal. Zvolen byl nakonec za kurii venkovských obcí (obvod Blatná, Březnice, Mirovice). V sněmu se označil za zástupce českých menšin v Pošumaví a už v sněmovní řeči v roce 1902 se v jeho projevech objevilo i protirakouské stanovisko. Spolu s dalšími podobně orientovanými nacionalistickými poslanci podal na zemském sněmu radikálně formulované státoprávní ohražení. Vystupoval také proti výsadám šlechty a podporoval všeobecné volební právo. V roce 1905 přivedl v době demonstrací za demokratické volební právo do sněmu delegaci dělníků. Na zemském sněmu zasedal do roku 1907.
Ve volbách do Říšské rady roku 1907 se stal poslancem Říšské rady (celostátní parlament), kam byl zvolen za okrsek Čechy 030 (městská skupina Písek, Strakonice, Vodňany, Putim, Horažďovice, Milevsko, Bavorov, Netolice, Týn n. Vltavou a Hluboká). Usedl do poslanecké frakce Sjednocení českých národně sociálních, radikálně pokrokových a státoprávních poslanců. Opětovně byl zvolen za týž obvod i ve volbách do Říšské rady roku 1911. Byl členem poslaneckého klubu Jednota nezávislých pokrokových poslanců Čech a Moravy (byl jednatelem tohoto klubu, zatímco T. G. Masaryk předsedou klubu, čímž se oba muži politicky sblížili). Ve vídeňském parlamentu setrval do zániku monarchie.
Od roku 1908 byl členem České strany státoprávně pokrokové, která vznikla sloučením dosavadních radikálních pokrokářů a České strany státoprávní. V jejím rámci měl na starosti menšinovou politiku a parlamentní agendu. Strana měla v programu samostatnost českých zemí. Na Říšské radě se Kalina profiloval jako temperamentní řečník.
Za první světové války zastával nekompromisní protirakouské stanovisko a zapojil se do odbojové činnosti, byl v kontaktu s českou odbojovou sítí Maffie.
V květnu 1917, při obnovení činnosti Říšské rady, na ní přednesl spolu s dalším poslancem (Václav Prunar) projev, který na rozdíl od prohlášení většiny českých poslanců byl orientován jasně protirakousky a žádal obnovu samostatného českého státu. Text deklarace byl cenzurou v denním tisku potlačen.
Kalina během války udržoval kontakty s podobně orientovanými politiky z Moravy (Lidová strana pokroková na Moravě). Jako člen Národního výboru se zúčastnil v říjnu 1918 ženevských porad mezi představiteli domácího a zahraničního odboje.Tam s nimi 31. října podepsal "Prohlášení souhlasu s Masarykovou zahraniční akcí" od samého počátku.

### Československým poslancem a diplomatem
Po převratu 1918 se stal poslancem Revolučního národního shromáždění Republiky československé za Českou státoprávní demokracii, respektive za z ní vzniklou Československou národní demokracii, a předsedou poslaneckého klubu Československé státoprávní demokracie. Na mandát poslance rezignoval na 57. schůzi v červnu roku 1919.
20. května 1919 byl jmenován prvním českým vyslancem v Jugoslávii a na tomto postu setrval až do své smrti. Roku 1922 podlehl rakovině střev.